# Quistrachia monogramma
Quistrachia monogramma är en snäckart som först beskrevs av César Marie Félix Ancey 1898.  Quistrachia monogramma ingår i släktet Quistrachia och familjen Camaenidae. Inga underarter finns listade i Catalogue of Life.